# Chambre de commerce et d'industrie de Beaune
La chambre de commerce et d'industrie de Beaune était l'une des 2 CCI du département de la Côte-d'Or, avant la création de la CCI Côte-d'Or fin 2010. 
Elle a existé pendant 145 ans, de 1864 à 2009, et son activité a surtout concerné la promotion du commerce des vins de Bourgogne au moins jusqu'à 1939.
Le bâtiment qu'elle occupait à partir de 1891 comporte des boiseries de type néogothique, qui lui ont valu d'être inscrit comme monument historique.

## Historique
La Chambre de commerce de Beaune est créée par décret impérial du 23 janvier 1864, sur la demande de l'association commerciale viticole, elle-même créée en 1857. Les premiers membres de la chambre sont presque exclusivement des grands négociants de vin. 
La CCI de Beaune joue un rôle important dans la représentation des vins de Bourgogne à l'Exposition universelle de 1878 ainsi qu'à celle de l'Exposition universelle de Paris de 1889 à Paris et à l'Exposition universelle, internationale et coloniale de Lyon de 1894.
Elle occupe à partir de 1891 un bâtiment situé à Beaune, 6 rue Vergnette-de-la-Motte, qui dépendait de l’ancien couvent des Carmélites. Le bâtiment comporte un hall qui sert à une exposition annuelle des viens de Bourgogne, de 1892 à 1938. Arthur Montoy (1842-1932), qui est pendant 26 ans le secrétaire trésorier puis le président de la CCI de Beaune, modifie l'architecture intérieure du bâtiment en réalisant notamment une salle néo-gothique.  Ce bâtiment est inscrit à l'inventaire des monuments historiques en 2018 et en 2019 et a été classé par arrêté du 30 août 2023,.
Arthur Montoy réalise d'importantes innovations concernant le traitement des vins, leur filtrage, leur stérilisation.
À partir de 1978, la CCI s'étend sur d'autres locaux de l'ancien couvent des Carmélites. Le siège de la CCI est par la suite déplacé à Beaune au 2, rue du tribunal.
Elle faisait partie de la chambre régionale de commerce et d'industrie de Bourgogne.
En 19 mars 2009, par Décret no 2009-307, la CCI de Beaune fusionne avec la chambre de commerce et d'industrie de Dijon elle-même créée en 1852 pour former la chambre de commerce et d'industrie de la Côte d'Or.
Les archives de la CCI de Beaune sont déposées aux Archives municipales de Beaune

## Pour approfondir